# Escaramuça de Bashi
A Escaramuça de Bashi, durante a Guerra Creek, ocorreu no início de outubro, na atual Failetown, Alabama.  Um marco histórico localizado em Woods Bluff Road, entre a Alabama 69 e Cassidy Hill, no Condado de Clarke, marca o local do incidente, que ocasionou quatro mortes aos americanos.
A data exata da escaramuça não é clara, acreditando-se, porém, ter acontecido no início de outubro de 1813. Ao menos uma fonte a coloca em 4 de outubro de 1813.
Um grupo de 25 cavaleiros americanos liderados pelo coronel William McGrew deixou St. Stephens rumo a Fort Easley. A companhia prosseguiu em direção a um curso de água chamado Bashi Creek, que flui para o Rio Tombigbee uma milha ou duas ao norte de Wood's Bluff quando, de repente, se viram entre guerreiros creeks ocultos. Foram emboscados após um rabo de peru ser levantado acima de um tronco por um dos creeks de tocaia, dando o sinal para o ataque. Os indígenas que possuíam armas começaram a atirar imediatamente de seus locais e McGrew, que participara da Batalha de Burnt Corn, foi morto juntamente com Edmund Miles, Jesse Griffin e o capitão William Bradbury. David Griffin foi relatado como desaparecido, presumivelmente morto; seu corpo nunca foi encontrado.